# عائلة قطاوي
عائلة قطاوي هي عائلة مصرية يهودية برز عدد من أفرادها في النشاط السياسي والاقتصادي في مصر في أواخر القرن التاسع عشر وحتى النصف الأول من القرن العـشرين، وترجع أصـولها إلى قرية قطا شـمالي القاهرة. بدأ دور هذه العائلة مع نزوح أليشع حيدر قطاوي إلى القاهرة في أواخر القرن الثامن عشر حيث حصل ابنه يعقوب (1801 ـ 1883) على امتيازات من الحكومة للقيام بأنشطة تجارية ومالية، وكان أول يهودي مصري يمنح لقب «بك». كما حصل على لقب بارون من الإمبراطورية النمساوية المجرية التي حملت العائلة جنسيتها. وقد أوكلت إليـه نظـارة الخزانة في فترة حكم الخديوي عباس الأول (1849 ـ 1854)، واحتفظ بهذا المنصب خلال حكم الوالي سعيد والخديوي إسماعيل، وتولَّى في أواخر أيامه رئاسة الجماعة اليهودية في القاهرة التي كانت تُسمَّى الطائفة الإسرائيلية. وبعد وفاته، خلفه ابنه موسى قطاوي (1850 ـ 1924) في رئاسة الطـائفة، واختـير عــضواً في البرلمان المصري، كما مُنح لقب الباشوية. وكان موسى قطاوي من كبار رجال المال والبنوك، وتولَّى إدارة عدد من الشركات وساهم في تمويل مشاريع السكك الحديدية في صعيد مصر وشرق الدلتا ومشاريع النقل العام في القاهرة بالتعاون مع عائلات سوارس ورولو ومنسى.
وبعد وفاة موسى، انتقلت رئاسة الطائفة إلى يوسف أصلان قطاوي (1861 ـ 1942) الذي درس الهندسة في باريس وعمل عند عودته موظفاً في وزارة الأشغال العامة. ثم سافر إلى إيطاليا لدراسة أصول صناعة السكر وعاد إلى مصر ليؤسس مصنعاً للسكر، واختير عضواً في العديد من المجالس الاستشارية للمؤسسات الصناعية والمالية واشترك عام 1920 بالتعاون مع طلعت حرب ويوسف شيكوريل في تأسيس بنك مصر. وفي عام 1915، كان يوسف قطاوي عضواً في الوفـد المصري السـاعي إلى التفـاوض مع بريطانيا لنـيل الاستقلال لمصر، كما اختير عام 1922 عضواً في اللجنة التي أُسندت إليها مهمة وضع دستور مصري جديد في أعقاب الثورة المصرية (1919) والتصريح البريطاني بمنح مصر استقلالها الشكلي (1923). وقد عمل يوسف أصلان قطاوي وزيراً للمالية عام 1924 ثم وزيراً للمواصلات عام 1925، وانتُخـب عام 1923 عضـواً في مجلس النواب عن دائرة كوم أمبو، كما كان عضواً في مجلس الشيوخ في الفترة من 1927 وحتى 1936. ونشر عام 1935 دراسة بالفرنسية تدافع عن سياسة الخديوي إسماعيل الاقتصادية. وقد تزوج من عائلة سوارس اليهودية الثرية وكانت زوجته وصيفة للملكة نازلي.
وبعد وفاة يوسف أصلان، انتُخب ابنه أصلان ليشغل مقعد أبيه في مجلس الشيوخ عام 1938، كما عمل سكرتيراً عاماً لمصلحة الأملاك الأميرية التابعة لوزارة المالية ومندوباً عن الحكومة المصرية في شركة قناة السويس ومندوباً للحكومة في البنك الأهلي المصري. أما ابنه الثاني رينيه، فقد اختير عام 1943 رئيساً للجماعة اليهودية في القاهرة. وكان عضواً في البرلمان كما كان يدير عدة مشروعات اقتصادية، ونشر بين عامي 1931 و 1936 ثلاثة مجلدات تشكل تأريخاً لفترة حكم محمد علي. وكان يوسف قطاوي من مؤسسي جمعية مصر للدراسات التاريخية اليهودية. وفي عام 1957، غادر الأخوان رينيه وأصلان مصر واستقرا في أوروبا.
أما آخر الشــخصيات البارزة في عائلة قطاوي، وهو جورج قطاوي، فقد كانت اهتماماته أدبية في المقام الأول حيث نشر عدة دراسات عن الأدبين الإنجلـيزي والفرنســي، كما كان يكتـب الشـعر بالفرنسية. وقد اعتنق المذهب المسيحي الكاثوليكي مع العـديد من المثقـفين المصريين اليهود السفارد الذين تخلوا عن اليهودية.
وعلى عكس ما تدَّعي بعض المصادر الصهيونية، ليس ثمة ما يشير إلى تعاطُف الشخصيات الرئيسية في عائلة قطاوي مع المشروع الصهيوني من بعيد أو قريب، ولا إلى قيامهم بأية أنشطة من شأنها دعم هذا المشروع. بل عارض كلٌّ من يوسف أصلان قطاوي وابنه رينيه قطاوي الصهيونية، حينما تولَّى كلٌّ منهما رئاسة الطائفة اليهودية في مصر. وحذر رينيه قطاوي يلون كاسترو، زعيم الحركة الصهيونية في مصر، من الدعوة للهجرة إلى فلسطين باعتبار أن ذلك يمس علاقة الجماعة بالسلطات المصرية. كما دعت عائلة قطاوي إلى اندماج أعضاء الجماعة اليهودية في المجتمع المصري وشجع يوسف أصلان قطاوي تأسيس « جمعية الشبان اليهود المصريين » (1934/1935) وجريدة الشمس الأسبوعية الصادرة بالعربية، وقد كان هدفهما «تمصير» أعضاء الجماعة وتعميق انتمائهم للوطن المصري.

## أنظر أيضًا
- عائلة قطاوي .
- عائلة منشه .
- روفائيل سوارس .
- عائلة رولو .
- عائلة سموحة .
- فيلكس سوارس .
- جوزيف سموحة .